# Ellen S. Baker
Ellen Louise Shulman Baker (Carolina, Estados Unidos, 27 de abril de 1953) es una médica y astronauta estadounidense de la NASA. Es reconocida por su desempeñó como jefa de la División de Educación y Medicina de la Oficina de Astronautas de la NASA. Ha participado en tres misiones espaciales y ha registrado más de 600 horas en el espacio.

## Biografía
Se graduó en la Bayside High School, en Nueva York, en 1970 y recibió una licenciatura en geología por la Universidad Estatal de Nueva York, en Buffalo, en 1974. Obtuvo un doctorado en medicina por la Universidad de Cornell en 1978 y una maestría en salud pública por la Escuela de Salud Pública de la Universidad de Texas en 1994. En 1981, después de tres años de entrenamiento, y antes de terminar su maestría en la Universidad de Texas, fue certificada por la Junta Estadounidense de Medicina Interna.

## Carrera en la NASA

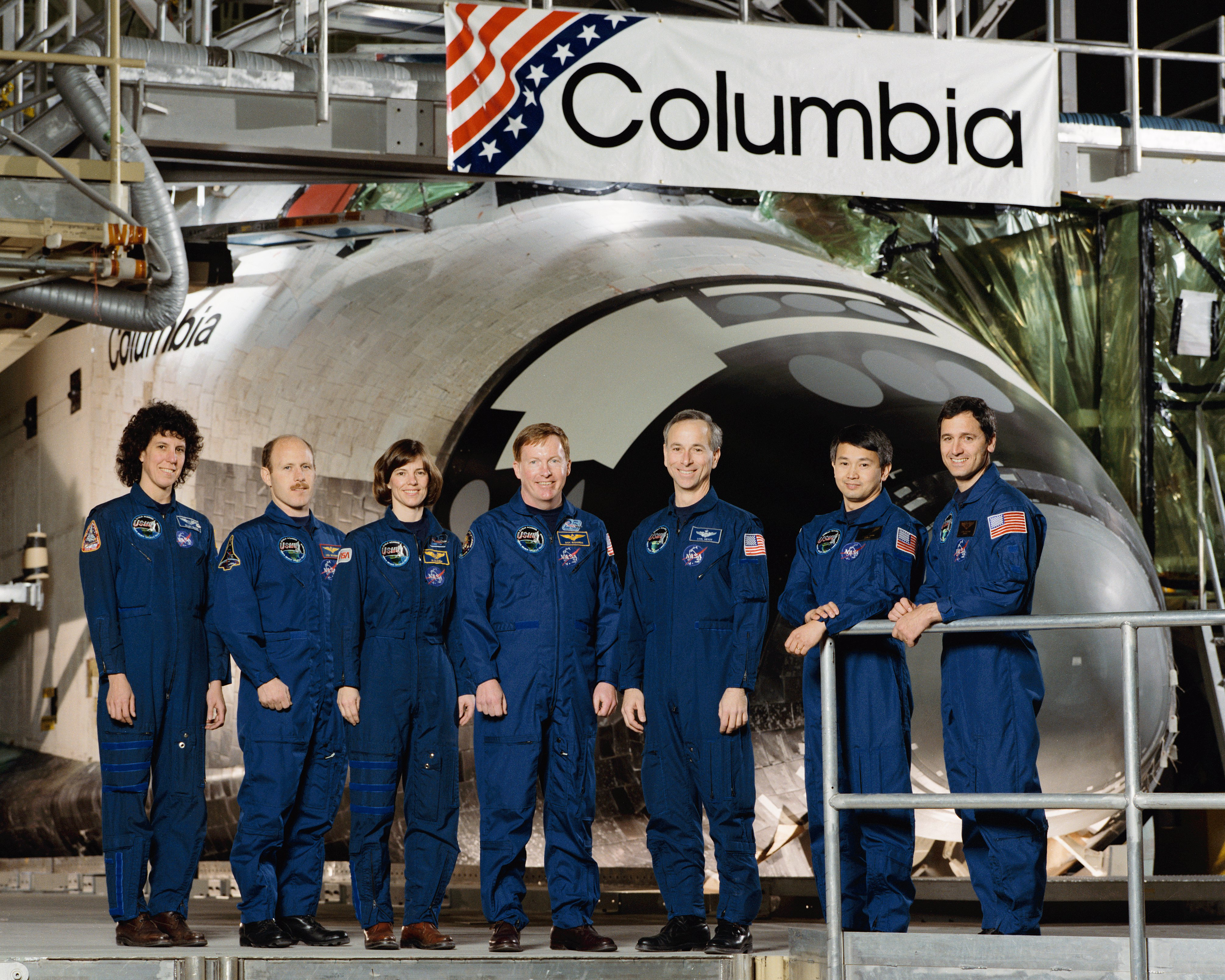
Equipo de la misión STS-50 con el Columbia a sus espaldas. Baker está a la izquierda del grupo

En 1981, siguiendo a sus padres, se unió a la NASA como oficial médica en el Centro Espacial Lyndon B. Johnson. Ese mismo año, se graduó del Curso de Medicina Aeroespacial de la Fuerza Aérea, en la Base de la Fuerza Aérea de Brooks, San Antonio, Texas. Antes de su selección como candidata a astronauta, se desempeñó como médica en la Clínica de Medicina de Vuelo en el Centro Espacial Johnson. Seleccionada por la NASA en mayo de 1984, se convirtió en astronauta en junio de 1985. Desde entonces, ha tenido varios trabajos en la NASA en apoyo del programa Space Shuttle y el desarrollo de la Estación Espacial. Voló como especialista en la misión STS-34 en 1989, la STS-50 en 1992 y la STS-71 en 1995 y ha registrado más de 686 horas en el espacio. Es la jefa de la Oficina de Educación y Médica de la Oficina de Astronautas.

### STS-34
La STS-34 Atlantis, del 18 al 23 de octubre de 1989. Fue lanzada desde el Centro Espacial Kennedy, en Florida, y aterrizó en la Base de la Fuerza Aérea Edwards, en California. Durante la misión, el equipo desplegó la sonda Galileo para explorar Júpiter, operó el instrumento ultravioleta de retrodispersión solar Shuttle (SSBUV) para cartografiar el ozono atmosférico, realizó varios experimentos médicos y numerosos experimentos científicos. Los objetivos de la misión se lograron en 79 órbitas alrededor de la Tierra en 119 horas y 41 minutos.

### STS-50
La STS-50 Columbia, del 25 de junio al 9 de julio de 1992 se lanzó y aterrizó en el Centro Espacial Kennedy en Florida. STS-50 fue el primer vuelo del Laboratorio de Microgravedad de los Estados Unidos y el primer vuelo de larga duración del Orbiter. Durante un período de dos semanas, el equipo llevó a cabo experimentos científicos relacionados con el crecimiento de cristales, la física de fluidos, la dinámica de fluidos, la ciencia biológica y la ciencia de la combustión. Los objetivos de la misión se lograron en 221 órbitas alrededor de la Tierra, pasando 331 horas, 30 segundos y 4 minutos en el espacio.

### STS-71
La STS-71 Atlantis, del 27 de junio al 7 de julio de 1995, se lanzó desde el Centro Espacial Kennedy, con una tripulación de siete miembros y regresó con un equipo de ocho miembros. Fue la primera misión del transbordador espacial que atracó en la Estación Espacial Rusa Mir e involucró un intercambio de tripulantes. El transbordador espacial Atlantis fue modificado para llevar un sistema de acoplamiento compatible con la estación espacial rusa. También llevaba un módulo Spacelab en la bahía de carga en la que el equipo realizó varios experimentos de ciencias de la vida y colecciones de datos. La misión se cumplió en 153 órbitas alrededor de la Tierra, en 235 horas y 23 minutos.

Emblemas de las misiones
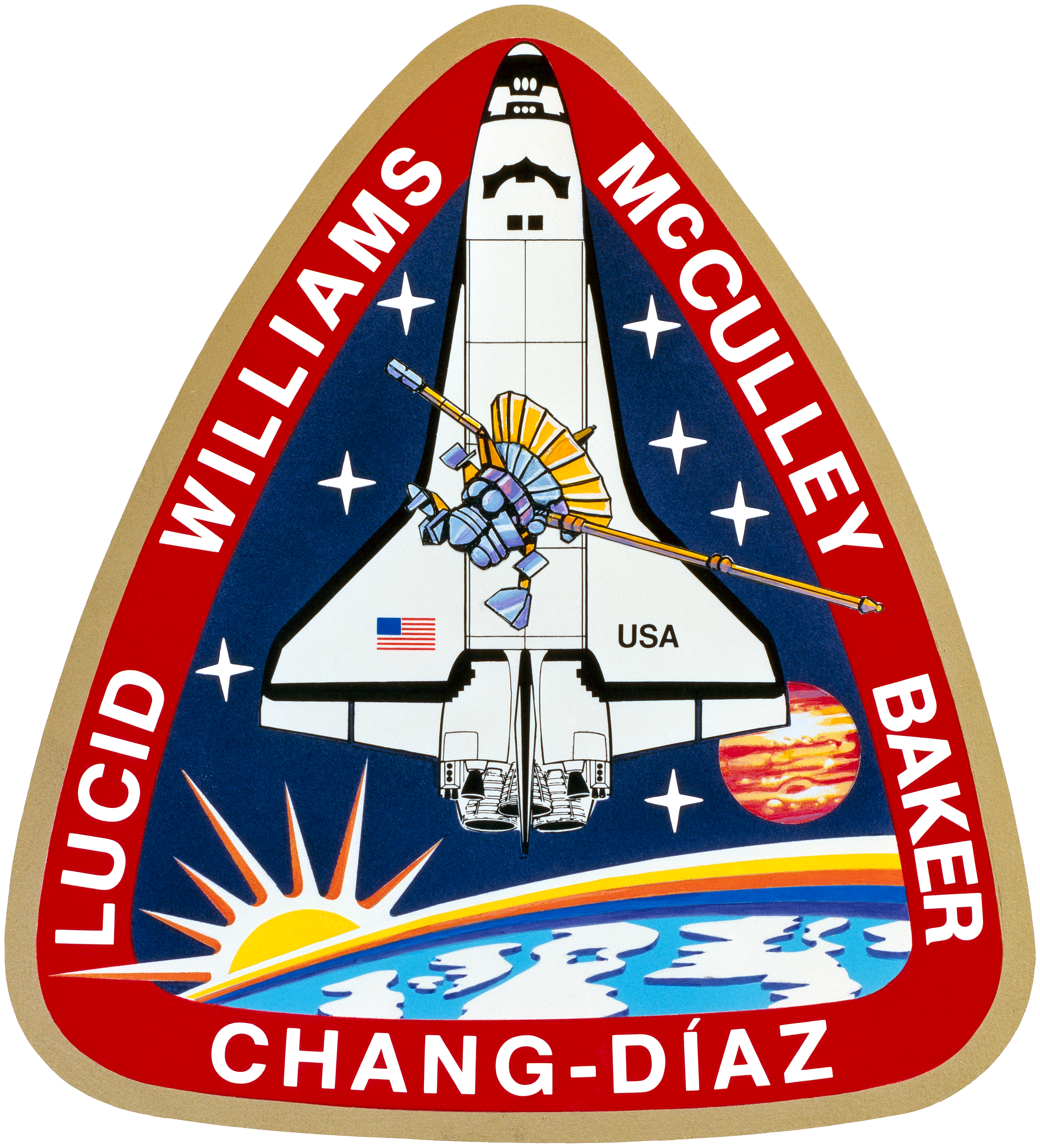
Misión STS-34
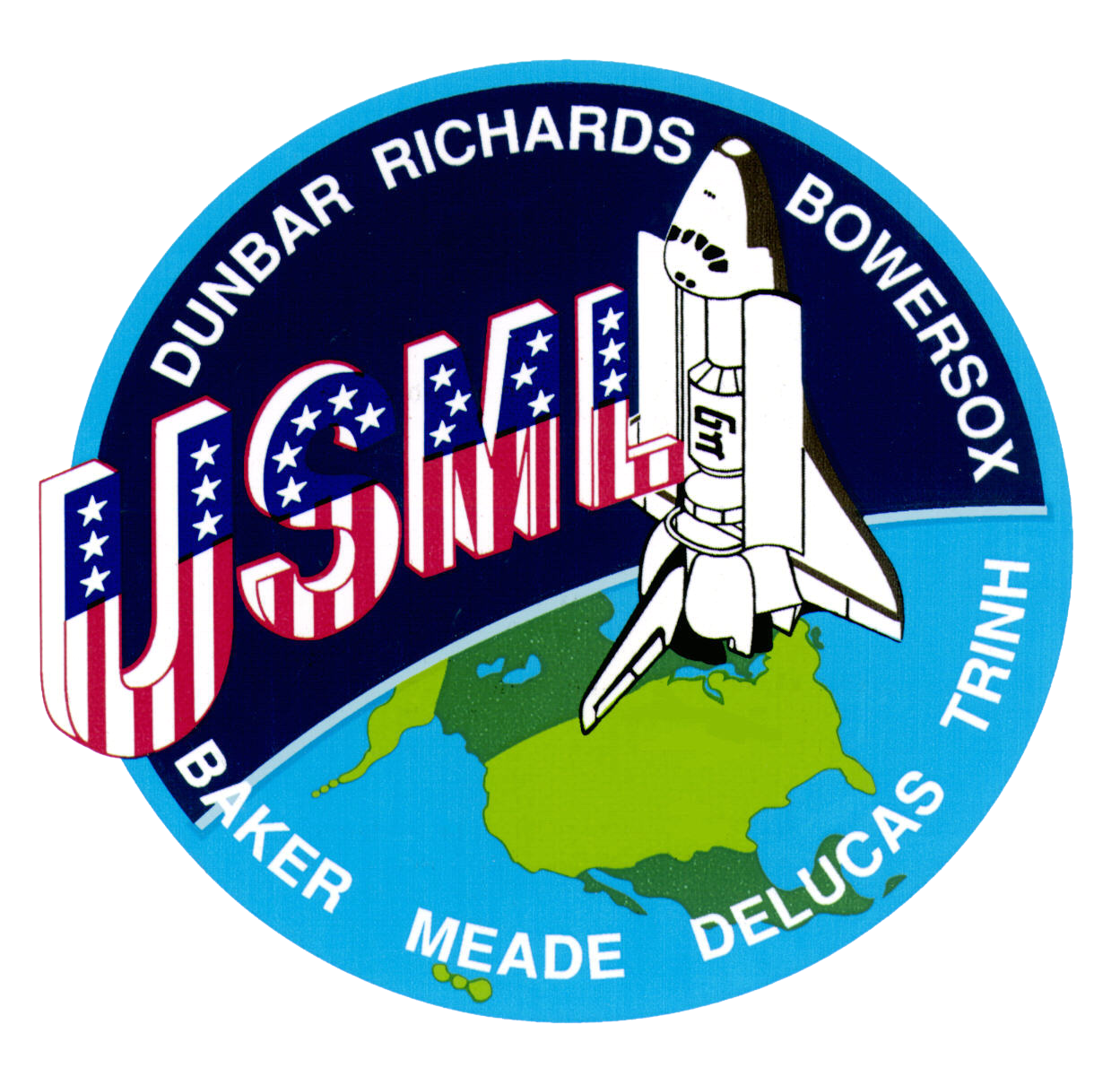
Misión STS-50
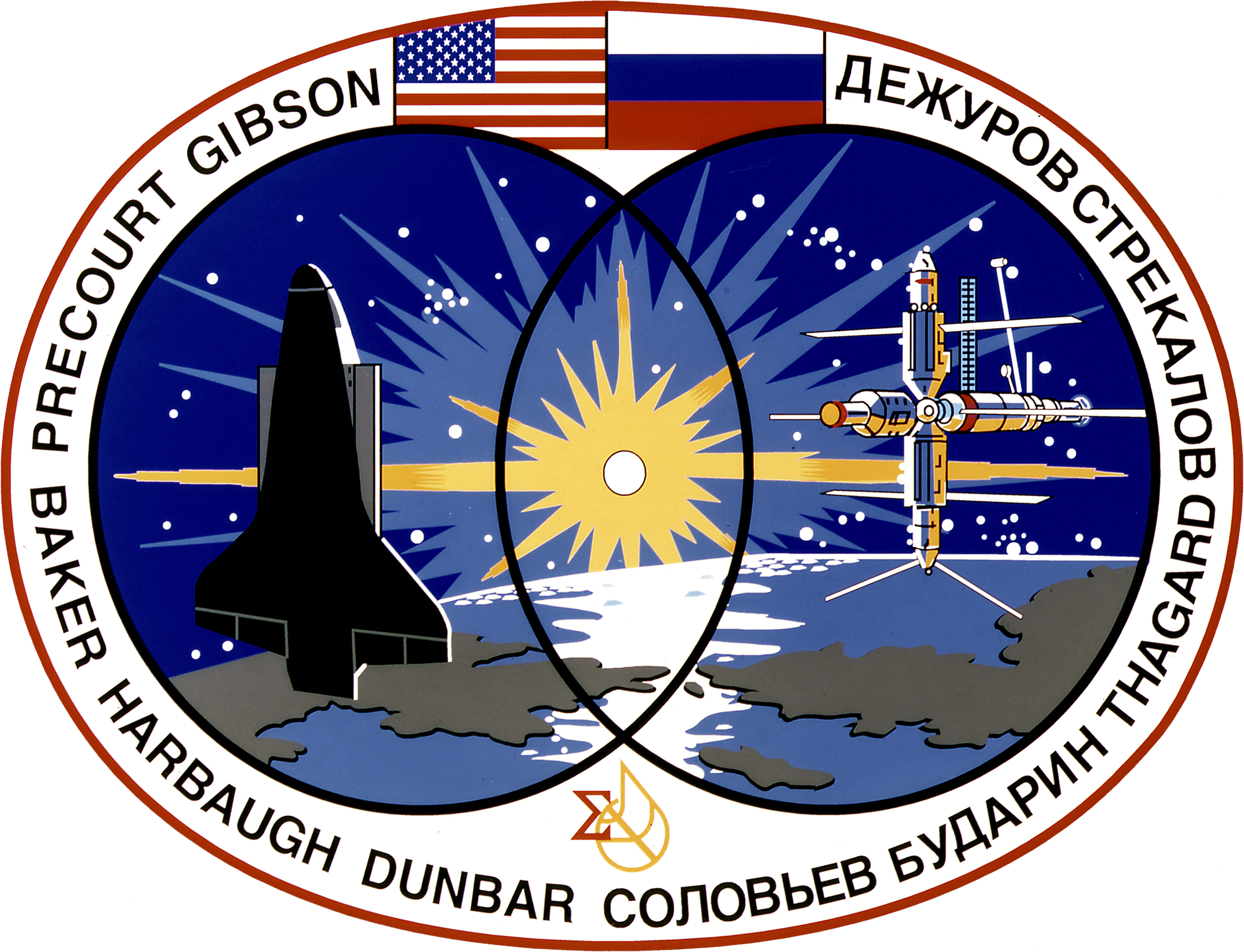
Misión STS-71